# Dziennikarstwo wcieleniowe
Dziennikarstwo wcieleniowe (ang. undercover journalism) – forma dziennikarstwa, w której reporter zmienia swoją tożsamość w celu zdobycia informacji, jakich nie dałoby się uzyskać bez użycia tej techniki. Jest ono stosowane m.in. w dziennikarstwie śledczym.

## Etyka dziennikarstwa wcieleniowego

### Kryteria, które powinny spełniać reportaże
Technika ta często wzbudza kontrowersje, dlatego środowiska dziennikarskie stworzyły kryteria określające profesjonalizm materiałów dziennikarstwa wcieleniowego, np.:
- istniał ważny powód, który usprawiedliwiał zastosowanie ukrytych metod,
- materiału nie udałoby się zdobyć za pomocą standardowych narzędzi dziennikarskich,
- dziennikarz nie udawał osoby wykonującej zawód zaufania publicznego, lecz stawał się postacią neutralną bądź negatywną,
- zastosowane metody były tylko potwierdzeniem wcześniej zebranych informacji i podejrzeń,
- pozytywne skutki opublikowania reportażu stanowczo przewyższyły sumę różnego rodzaju szkód, spowodowanych użyciem techniki undercover.

### Kwestia prawna w Polsce
Według prawników, reporter stosujący technikę przykrywkową może naruszyć przepisy prawa KK, może to być: zniesławienie, zniewaga, przekupstwo, fałszywe zeznania, fałszywe oskarżenia lub fałszywe dowody, zawiadomienie o przestępstwie niepopełnionym, nielegalne uzyskanie informacji, fałszowanie lub wyłudzenie poświadczenia nieprawdy, za naruszenie których grozi odpowiedzialność karna (w formie grzywny i pozbawienia lub samego pozbawienia wolności). Podczas rozpraw sądowych bierze się jednak pod uwagę, czy dziennikarz faktycznie działał w ważnym interesie społecznym i czy sprawdził on zgodność uzyskanych wiadomości z prawdą.

## Przedstawiciele[5]

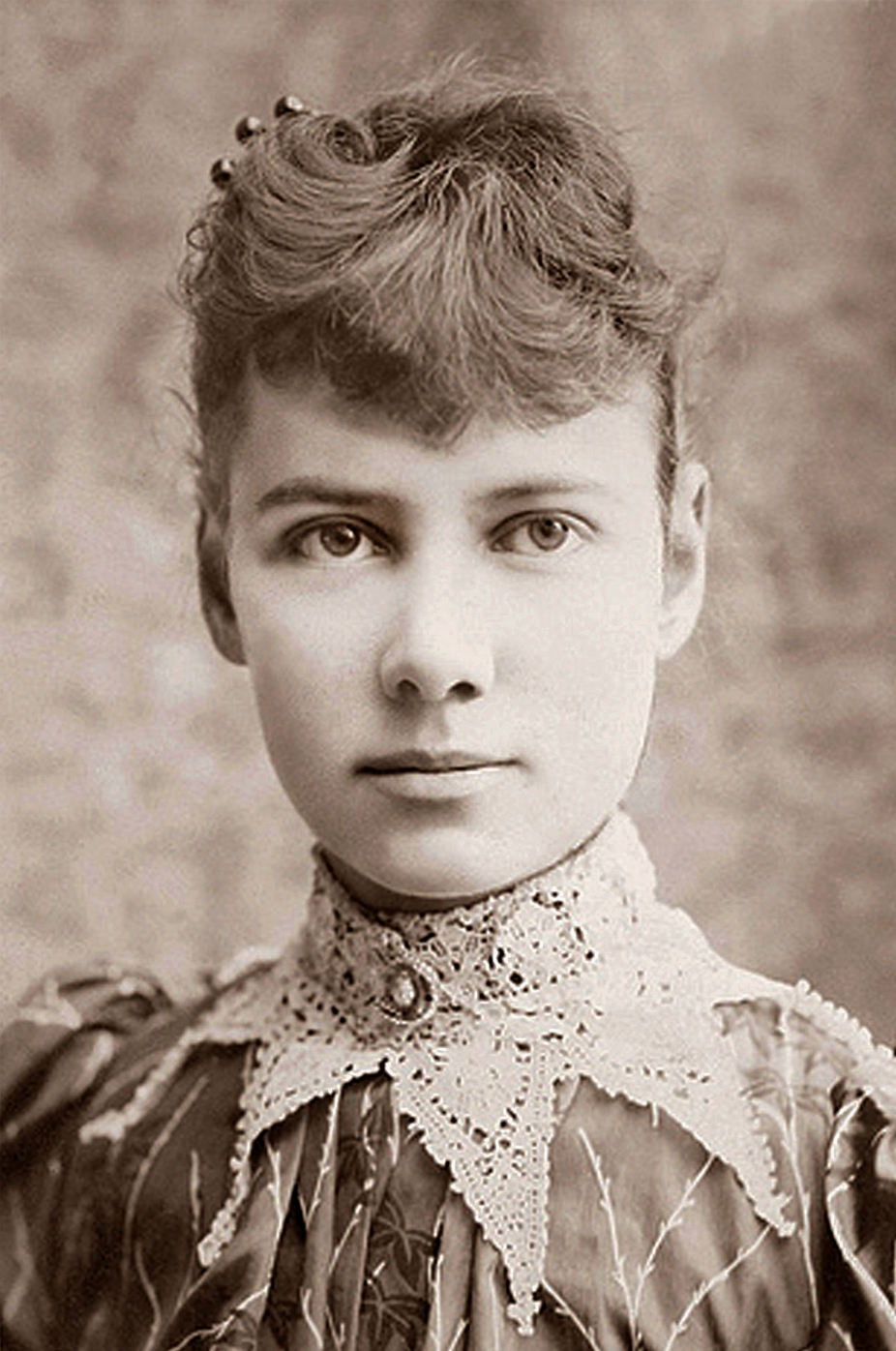
Nellie Bly w 1890 roku wcieliła się w pacjentkę zakładu psychiatrycznego w Blackwell's Island

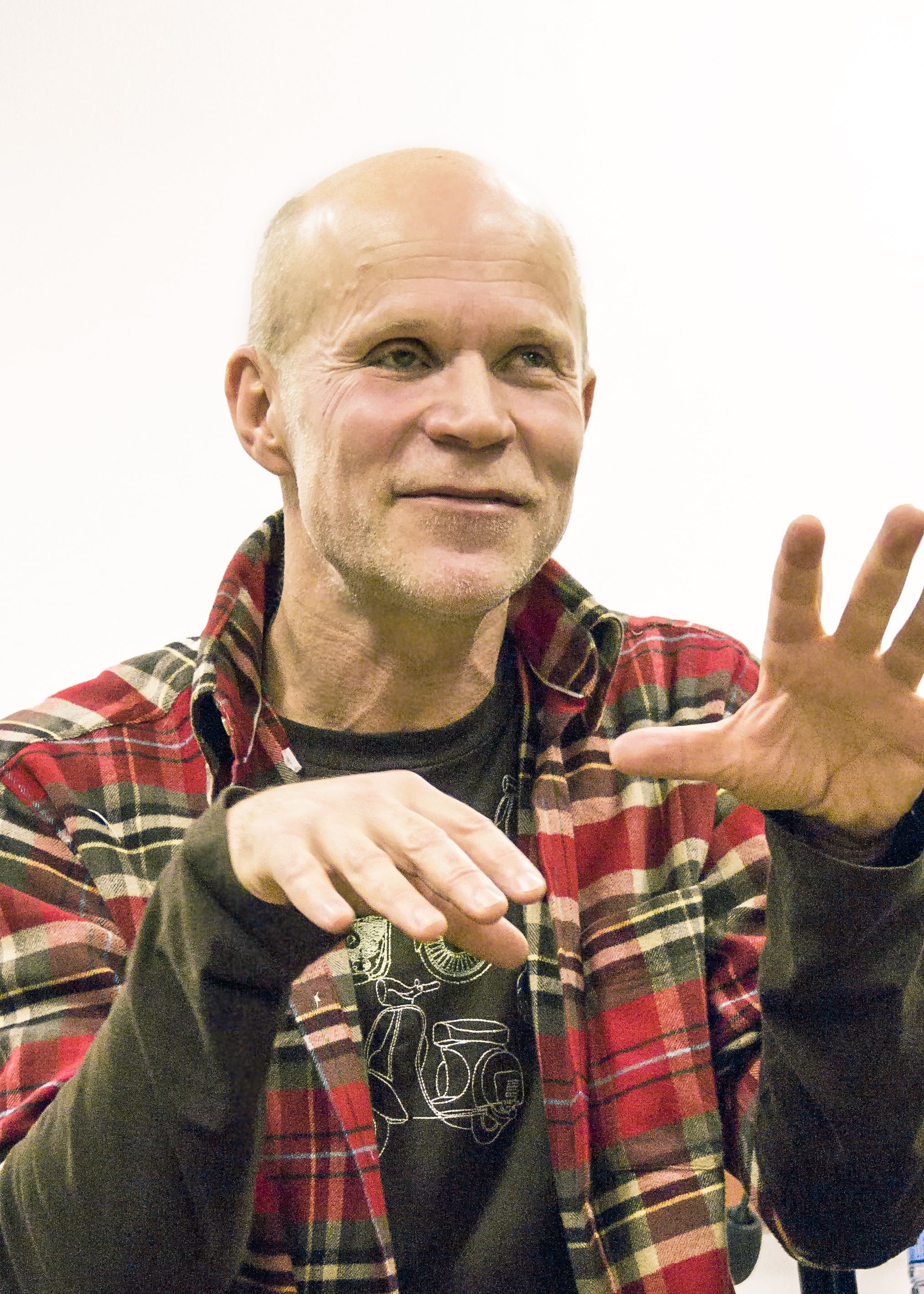
Jacek Hugo-Bader – autor reportażu Charlie w Warszawie

Przedstawicielami zagranicznymi są m.in.:
- Nellie Bly[6] (właśc. Elizabeth Jane Cochrane),
- Barbara Ehrenreich,
- John Howard Griffin,
- Upton Sinclair,
- Morgan Spurlock,
- Gloria Steinem,
- Günter Wallraff

Przedstawiciele polscy to m.in.:
- Jacek Hugo-Bader[6],
- Marcin Masztalerz,
- Marek Kęskrawiec,
- Maciej Kuciel[7],
- Grzegorz Kuczek[7],
- Daniel Liszkiewicz[7],
- Aleksandra Tudyka[7],
- Ada Wons[7].